# Otto Zdansky
Otto A. Zdansky (Vienna, 28 novembre 1894 – Uppsala, 26 dicembre 1988) è stato un paleontologo austriaco.
Ottenne il dottorato presso l'Università di Vienna nel 1921, trasferendosi successivamente all'Università di Uppsala. Partecipò agli scavi dell'uomo di Pechino.